# Heiligenkreuz im Lafnitztal
Heiligenkreuz im Lafnitztal é um município da Áustria localizado no distrito de Jennersdorf, no estado de Burgenland.